# 施泰嫩
施泰嫩（德語：Steinen，發音：[ˈʃtaɪnən] ⓘ）是德国巴登-符腾堡州弗赖堡行政区勒拉赫县的市镇，面积46.86平方千米，2023年12月31日人口为10,255人。